# Pasztrána
A pasztrána más néven lapos vajas vagy pacsni egy olasz eredetű péksütemény. Elterjedése Magyarországon főleg Pest vármegyében jellemző.

## Egyedi jellemzői
A pasztrána, pacsni egy hosszúkás, méretét tekintve 15–17 cm hosszúságú és 5–7 cm szélességű lapos termék. Alakja a babapiskótáéra emlékeztethet. Felületére jellemző, hogy barázdált, egyenetlen és fényes. A belsejének szerkezete enyhén leveles.

## Története
A második világháború alatt és az után, mikor szűkös évek következtek, nagyon sok kedvelt péktermék készítését abbahagyták. Az újbóli előállításuk csak az államosítást követően kezdődött el. Ilyen termék a pacsni. 1960-70-ben az egyik legkeresettebb és kedveltebb terméknek számított.[forrás?]  A termék nagyüzemben történő gyártását először Budapesten, a Százados úti Kenyérgyárban kezdték el. A gépi technológia nem aratott sikert, ezért a péksütemény kézi termékként maradt meg és a kis pékségek áruja maradt.
A pasztrána olasz eredetű és ezt 1958-ban a német eredetű pacsni elnevezés váltotta fel. Az ezt követő lapos vajas, magyar elnevezés pedig nagyon új.

## Összetétele
- finomliszt
- tejpor
- margarin
- cukor
- élesztő
- só

1996 közepétől, a margaringyártás fellendülése után már a vajat a margarin váltotta fel.

## Elkészítése
Kb. 3–5 cm re lapítják a tésztát a formázás kezdetén, a hideg vaj vagy margarin 1/3 részét rámorzsolják vagy esetenként reszelik. Ráhajtják a tésztát, eltakarják a hozzáadott zsiradékot. Ezt háromszor ismétlik meg, miközben az a maradék zsiradékot is fokozatosan hozzáadagolják a már meglévő tésztához. Utolsó alakítása a sütőlemezen történik. A szabálytalan formájú tésztadarabkákat megnyújtják. Ezt követi a sütés 230-250 °C-os sütőben.

## Gazdasági adatok
Az előállított termék mennyisége évente 30-40 ezer darabra becsülhető a régióban, ahol 3-4 pékség készíti. Egyre több, de kisebb sütőüzem kezdte el termelni.